# 拉巴蒂菲吉耶尔
拉巴蒂菲吉耶尔（法語：Labatut-Figuières，法語發音：[labaty fiɡjɛʁ]；2022年之前名为拉巴蒂 (Labatut)）是法国大西洋比利牛斯省的一个市镇，属于波城区。

## 地理
拉巴蒂菲吉耶尔（43°25'23"N, 0°1'13"W）面积8.44 平方千米，位于法国新阿基坦大区大西洋比利牛斯省，该省份为法国东南部省份，涵盖了贝阿恩与北巴斯克，西临大西洋比斯開灣，北至朗德省，东北接热尔省，东临上比利牛斯省，南与西班牙接壤。
与拉巴蒂菲吉耶尔接壤的市镇（或旧市镇、城区）包括：凯克松、拉勒勒、维杜兹、卡斯泰拉-卢比克斯、拉马尤、蒙塞居尔。
拉巴蒂菲吉耶尔的时区为UTC+01:00、UTC+02:00（夏令时）。

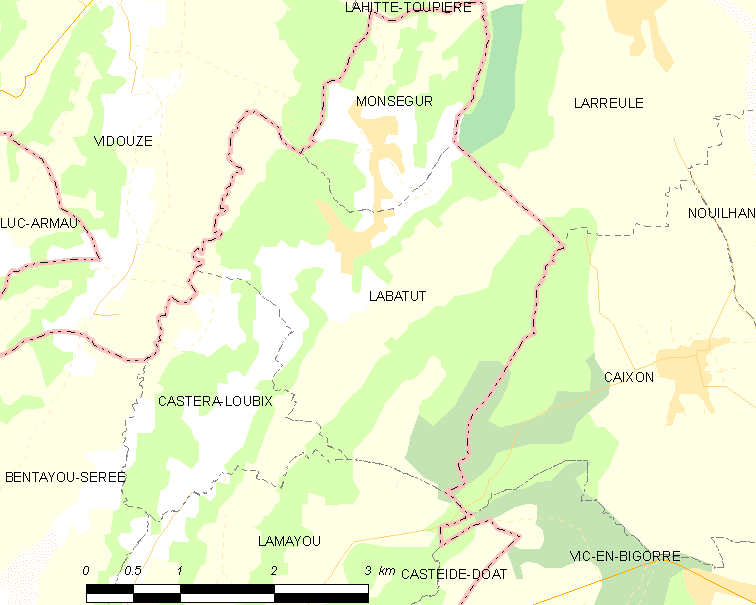
拉巴蒂菲吉耶尔的OSM定位图

## 行政
拉巴蒂菲吉耶尔的邮政编码为64460，INSEE市镇编码为64293。

## 政治
拉巴蒂菲吉耶尔所属的省级选区为莫尔拉斯与蒙塔内雷斯地区县。

## 人口

1962-2008年间拉巴蒂菲吉耶尔人口变化图示

拉巴蒂菲吉耶尔于2022年1月1日时的人口数量为170人。